# Schollbrunn
Schollbrunn település Németországban, azon belül Bajorországban. Lakosainak száma 881 fő (2023. december 31.). Schollbrunn Bischbrunn, Esselbach, Marktheidenfeld, Kreuzwertheim, Hasloch és Altenbuch községekkel határos.

## Népesség
A település népessége az elmúlt években az alábbi módon változott:
| Lakosok száma | 544  | 654  | 731  | 928  | 949  | 936  | 925  | 903  | 878  | 881  |
|               | 1875 | 1950 | 1970 | 2011 | 2013 | 2014 | 2016 | 2019 | 2021 | 2023 |